# 露茜·博尔顿
艾丽斯·露茜·博尔顿（英語：Alice Ruth Bolton，1967年5月25日—），美国女子篮球运动员，曾效力于WNBA。曾获得1996年夏季奥运会和2000年夏季奥运会女子篮球项目金牌。2011年入选女子篮球名人堂。